# Martin Pearlman

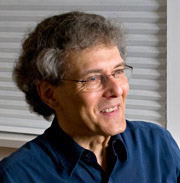
Martin Pearlman

Martin Pearlman (* 21. Mai 1945 in Chicago, Illinois) ist ein US-amerikanischer Cembalist, Komponist und Dirigent.

## Leben
1973 gründete er mit dem inzwischen in Boston Baroque umbenannten Ensemble Banchetto Musicale das erste feste Barock-Orchester Nordamerikas, dem er seitdem auch als Musikdirektor vorsteht. Pearlman war der erste Dirigent aus dem Bereich der alten Musik, der einen Liveauftritt bei den Grammy Awards hatte.
Als Dirigent arbeitete er auch außerhalb der Barockmusik mit diversen Orchestern und spielte zahlreiche CD-Aufnahmen ein. Er dirigierte eine rare Einspielung des heute kaum noch bekannten Singspiels Der wohltätige Derwisch von Musikern aus dem Kreis Mozarts.
1972 erhielt er den Erwin Bodky Award für Alte Musik.